# Laura Badea
Laura Badea, född den 28 mars 1970 i Bukarest, Rumänien, är en rumänsk fäktare som bland annat tog OS-silver i damernas lagtävling i florett i samband med de olympiska fäktningstävlingarna 1996 i Atlanta.